# Notre-Dame-de-Pitié (Tréguennec)

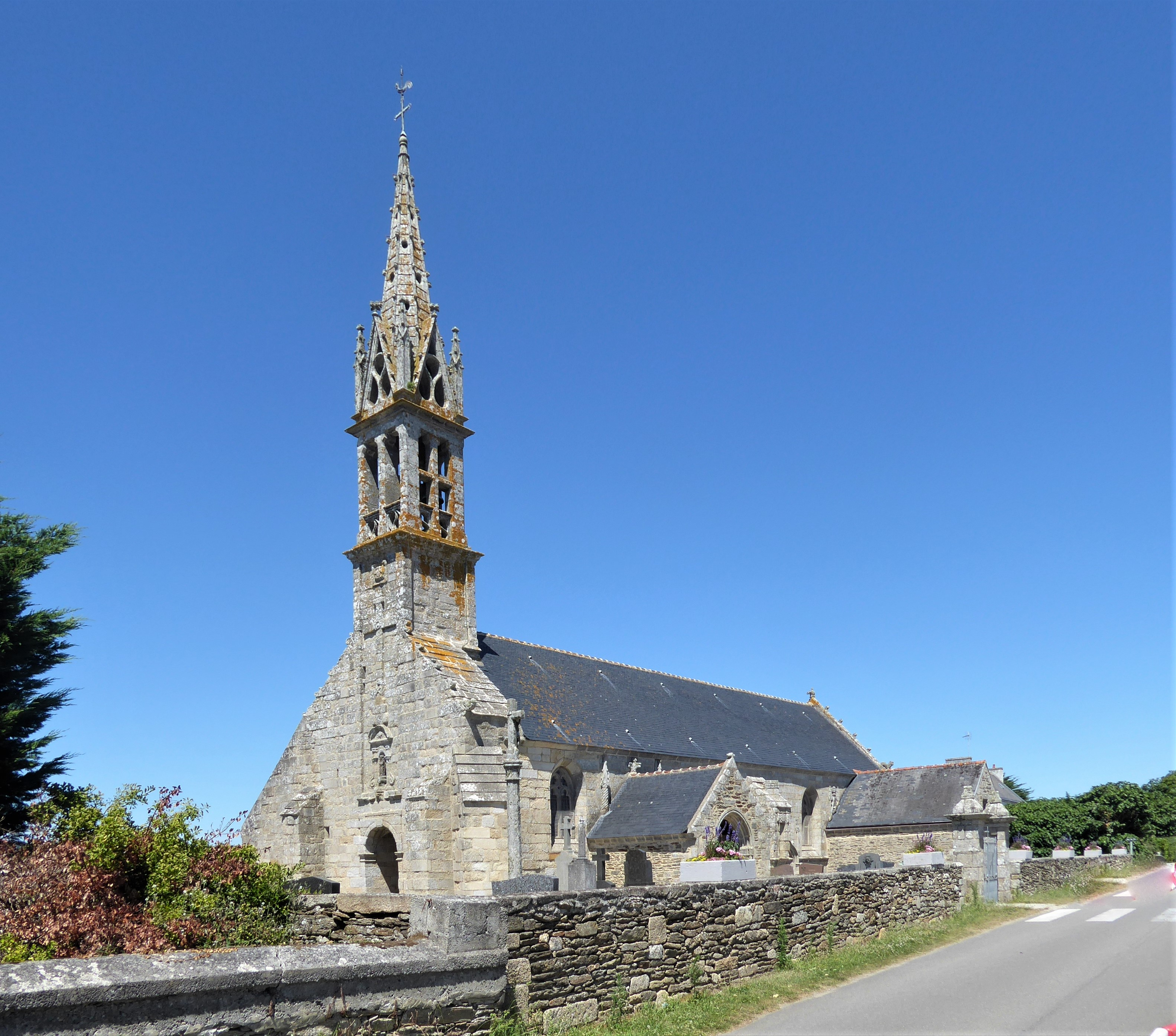
Notre-Dame-de-Pitié

Notre-Dame-de-Pitié ist eine römisch-katholische Kirche in Tréguennec in der Bretagne. Die Kirche ist seit 1927 als Monument historique klassifiziert.

## Geschichte
Die spätgotische Kirche Notre-Dame-de-Pitié entstand 1537 wohl unter Einbeziehung von Resten eines älteren Vorgängerbaus auf rechtwinkligem Grundriss. Die im 16. Jahrhundert entstandenen Buntglasfenster werden der Schule von Quimper nach dem Vorbild der Kathedrale Saint-Corentin zugerechnet. Das Langhaus besitzt ein nördliches Seitenschiff. Im Osten schließt der Chor gerade mit einem großen Maßwerkfenster im Stil der Flamboyantgotik. Auch die Südfassade wurde in der Flamboyantgotik ausgeführt. 1864 wurde der Glockenturm errichtet.